# Sigbritt

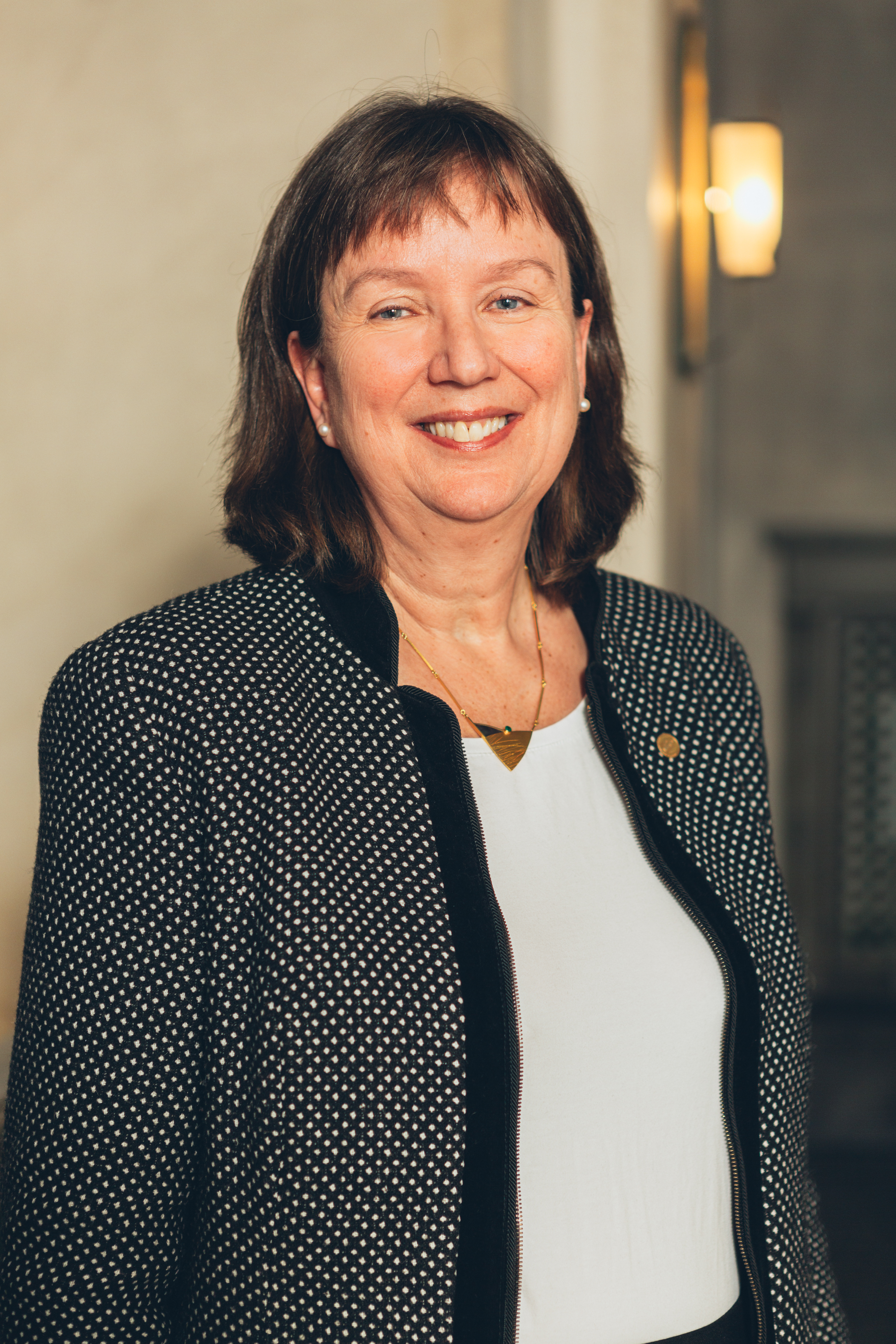
Sigbritt Karlsson, 2016.

Sigbritt eller Sigbrit är ett kvinnonamn med danskt och tidigare nederländskt ursprung. 
Bildat av sigu – seger och beraht – strålande, ljus. 
Namnet var ganska vanligt på 1920- och 1930-talen, men förekommer nästan inte alls bland dagens yngsta.
Den 31 december 2005 fanns det totalt 1 889 personer i Sverige med namnet Sigbritt varav 1 036 med det som tilltalsnamn.
Namnsdag: 10 januari (sedan 2001, tidigare 15 februari).

## Personer med namnet Sigbritt
- Sigbritt Eklund, författare och översättare
- Sigbrit Franke, professor i pedagogik, universitetsrektor, universitetskansler
- Sigbritt Karlsson, rektor för Kungliga Tekniska högskolan, KTH
- Sigbrit Molin, skådespelerska
- Sigbrit Swahn, litteraturvetare och romanist
- Sigbrit Willoms, de facto dansk finansminister, mor till Dyveke Sigbritsdatter, dansk mätress